# Амиран Муджири
Амиран Муджири (роден на 22 февруари 1974 г. в град Батуми) е бивш грузински футболист, полузащитник. Има 2 мача за националния отбор по футбол на Грузия. Професионалната му състезателна кариера продължава 24 години, като спира с футбола на 40-годишна възраст през 2015 г.
Между 2001 и 2005 г. Муджири играе в България за Марек (Дупница) и ЦСКА (София). В А група има 96 мача (60 за Марек и 36 за ЦСКА) и 21 гола (16 за Марек и 5 за ЦСКА). С ЦСКА става шампион през сезон 2004/05.

## Постижения
- Шампион на Грузия – 1999 г. с Динамо Тбилиси
- Шампион на България – 2005 г. с ЦСКА (София)
- Шампион на Азербайджан – 2009 г. с ФК Баку